# 물고기 (영화)
《물고기》는 2013년 1월 31일에 개봉된 대한민국의 독립 영화이다.
독립영화로는 드물게 3D로 제작되었다. 부산 국제영화제를 시작으로 로테르담 국제영화제 타이거 경쟁,
벤쿠버 국제영화제, 바르샤바 국제영화제 등 여러 국제영화제에 초청되었다.  
부산 국제영화제에서 시민평론가 상을 받았고 벤쿠버 국제영화제 특별언급 상을 받았다. 

## 줄거리
무당이 된 아내를 찾아나선 남자의 이야기를 그린 독립 영화이다.

## 등장 인물

### 주인공
- 이장훈 : 전혁 역
- 김선빈 : 흥신소 역
- 최소은 : 숙정 역

### 그 외 인물
- 김명자 : 당골무당 역
- 박노식 : 늙은 낚시꾼 역
- 권용환 : 젊은 낚시꾼 역
- 임호상 : 빨간 모자 역
- 이명자 : 식당 할머니 역
- 홍이게 : 경찰관 역
- 박홍민 : 조교 역

## 수상 및 초청 영화제
- 2011 부산 국제영화제 비전섹션 공식 초청 -시민평론가-레드 파인트리상
- 2012 벤쿠버 국제 영화제 타이거 어워즈 경쟁부분  -심사위원특별언급상
- 2011 부산 국제영화제 비전섹션 공식 초청 -시민평론가-레드 파인트리상
- 2012 로테르담 국제영화제 타이거 어워드 경쟁
- 2012 코펜하겐 국제영화제 프론트러너 섹션
- 2012 블라디보스톡 국제영화제(퍼시픽 메리디안) 파노라마 섹션
- 2012 벤쿠버 국제 영화제 타이거 어워즈 경쟁부분  -심사위원특별언급상
- 2012 바르샤바 국제영화제 스페셜 스크리닝 섹션
- 2012 런던 국제영화제 스릴 섹션
- 2012 토론토 릴 아시안 국제 영화제 공식 초청
- 2014 1월~3월 국립현대미술관 서울관 3D 특별 상영
- 2016 시드니 국제영화제 Korea on the Verge 섹션
- 2016 런던 한국 영화제 인디파이어파워 부문
- 미국 MOMA 현대 미술관, 영화: 한국영화의 오늘 상영.
- 브라질 CineSesc- SESC SP 상영
- 러시아 Garage Screen 상영